# Frederickus
Frederickus é um gênero de aranhas da família Linyphiidae endêmico da América do Norte e descrito em 2008.